# Currie Cup 1986
La Currie Cup de 1986 fue la cuadragésimo octava edición del principal torneo de rugby provincial de Sudáfrica.
El campeón fue el equipo de Western Province quienes obtuvieron su vigésimo séptimo campeonato.

## Participantes

### Fase Final
| Equipo           | Título                   |
| ---------------- | ------------------------ |
| Western Province | Ganador División A       |
| Transvaal        | Segundo Lugar División A |
| Natal Sharks     | Ganador División B       |

### Semifinal
| 13 de septiembre | Transvaal | 18 - 4 | Natal | Ellis Park, Johannesburgo |  |

### Final
| 27 de septiembre | Western Province | 22 - 9 | Transvaal | Ciudad del Cabo, |  |

### Campeón
| Bandera de Sudáfrica     |
| Campeón Western Province |
| Vigésimo séptimo título  |